# Eroski
Eroski, est une entreprise et une enseigne du secteur de la grande distribution Basque, filiale du groupe Mondragón Corporación Cooperativa. Ce nom est issu de la contraction de "erosi" (acheter) et "toki" (lieu/endroit) en basque.

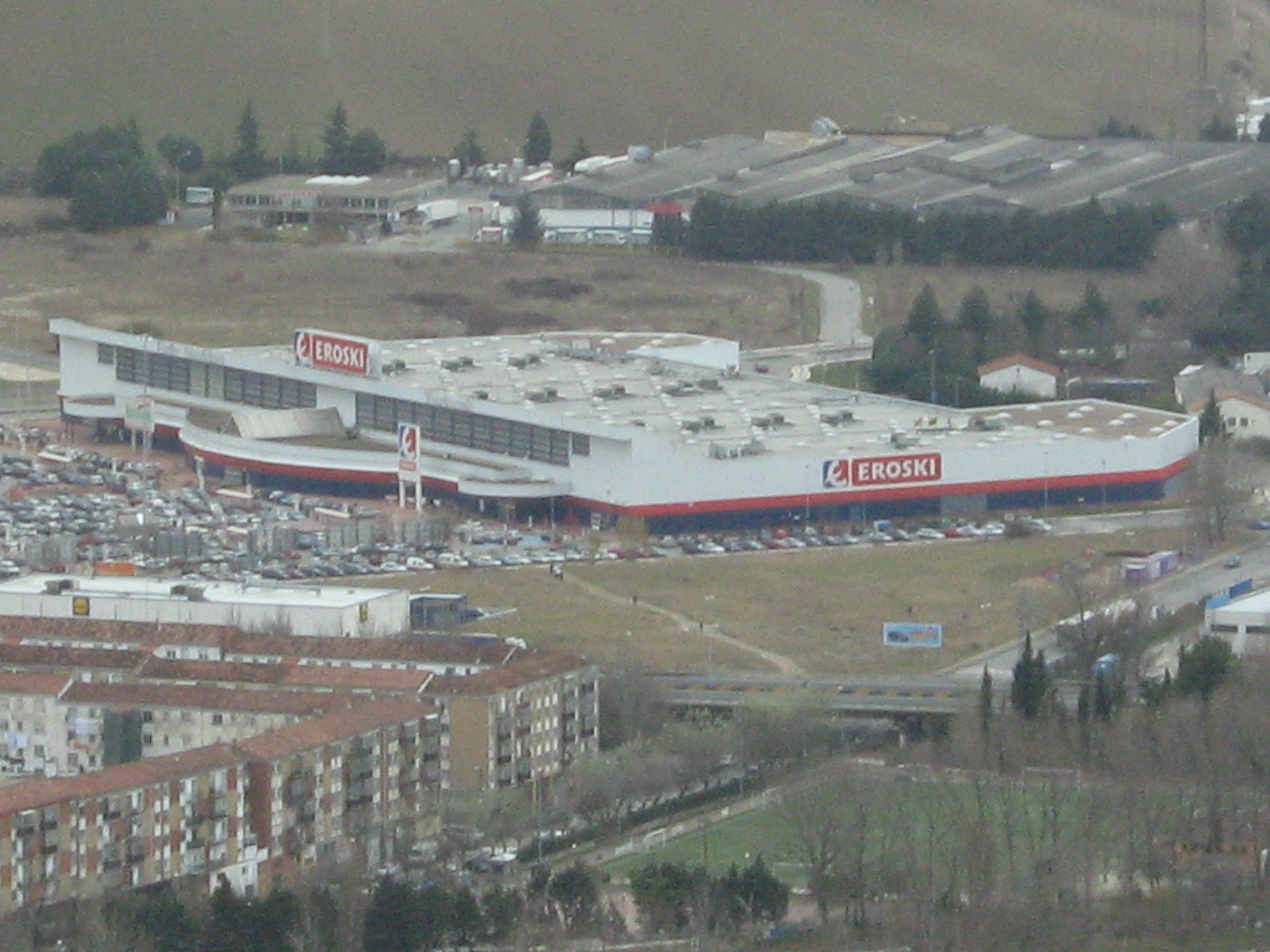
Le magasin Eroski de Pampelune 08/12/2007

Le groupe est une coopérative créée pendant les années 1970 au Pays Basque qui compte plus de 1 600 établissements en Espagne (en 2006 : 84 hypermarchés, presque 700 supermarchés, plus de 200 agences de voyages, 200 parfumeries de l'enseigne "If" ainsi que des magasins de Cash & Carry, des cafétérias et des restaurants).

## Une coopérative de production
Eroski est une coopérative de production où les travailleurs-propriétaires ont le statut de travailleur indépendant et cotisent directement à la sécurité sociale. Toutefois, au début 2008 ce statut n'était partagé que par 26 % des effectifs, les autres étant des salariés. Début 2009, avec l'accord de leurs représentants le statut de "propriétaire-associé" a été étendu à l'ensemble des salariés de la coopérative soit environ 38 000 personnes s'ajoutant aux 15 000 associés déjà en place.

## Histoire
En 2002, le groupe a signé une alliance avec Les Mousquetaires pour créer la centrale d'achat européenne Alidis (Alliance internationale des distributeurs).
En juin 2007, le groupe coopératif est sur le point de prendre une participation de 75 %, représentant une valeur de 1,3 milliard d'euros, dans le groupe de distribution catalan Caprabo. Les autres parts resteront entre les mains des familles fondatrices Botet, Elias et Carbo ainsi qu'entre les mains de la caisse d'épargne catalane. Le groupe Caprabo représente à ce jour 15 000 salariés répartis dans 500 supermarchés.

### Carrefour - Altis
Le groupe Eroski détient à parité avec le groupe Carrefour la société Altis, franchisée du second et exploitant 20 points de vente en France (6 Carrefour, 10 Carrefour market et 4 ED),.
Le lundi 12 décembre 2011, le groupe Carrefour revend ses 50 % de parts à Eroski, qui devient le seul propriétaire des points de vente Carrefour. Le lendemain, Intermarché annonce qu'il reprend l'intégralité d'Altis auprès du groupe Eroski, avec l'accord des autorités de concurrence.

### Ventes et acquisitions récentes
En novembre 2014, Eroski vend 160 de ses magasins à Dia, dans les régions d'Andalousie, d'Estrémadure, de Castille-et-León et de Castille-La Manche, dans le but de se désendetter.
Fin février 2016, le groupe Carrefour annonce qu'il va racheter 36 hypermarchés, 8 galeries marchandes et 22 stations-service attenantes à Eroski en Espagne.